# Posavina (regione)

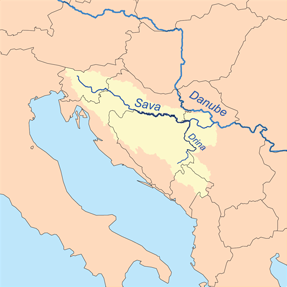
Mappa del bacino idrografico della Sava

Posavina (croato: Posavina, serbo: Посавина o Posavina e bosniaco: Bosanska Posavina) è il nome slavo che assume la regione del bacino idrografico della Sava in Croazia, Bosnia ed Erzegovina e Serbia, che è adiacente o vicino al fiume Sava stesso.
| Controllo di autorità | VIAF (EN) 240070733 |